# John Seller
John Seller (oko 1630. − 1697.), engleski kartograf, hidrograf i izdavač koji je djelovao u Londonu tijekom 17. stoljeća.
Seller je bio prvi Englez koji je pokušao razviti uspješni posao izdavanja atlasa ravan kontinentalnim izdavačima poput J. Blaeua, J. Janssoniusa i F. de Wita. Njegova tiskara bila je smještena kod London Towera i proizvodila je brojne zvjezdane, zemaljske i hidrografske atlase, kao i priručnike, džepne atlase, te matematičke i navigacijske naprave. S obzirom na to da je ondašnje englesko tržište bilo preusko za tako svestranog i aktivnog znanstvenika i poduzetnika, godine 1677. posao mu doživljava bankrot. Zbog ustrajnosti u kartografskom radu bio je prisiljen sklopiti dvogodišnje partnerstvo s izdavačima W. Fisherom i J. Thorntonom, a raskid te suradnje koštao ga je prava na izdavanje Atlas Maritimusa kojeg je samostalno objavio još 1675. godine. Nadalje djeluje kao samostalni kartograf, ali bez većeg poslovnog uspjeha.

## Opus
- Practical navigation (1672.)
- Atlas Maritimus (1675.)
- A pocket book containing severall choice collections in arithmetick, astronomy, geometry, surveying, dialling, navigation, astrology, geography, measuring, gaugeing (1677.)
- Atlas minimus (1679.)
- An epitome of the art of navigation (1681.)
- A description of New-England (1682.)
- A new systeme of geography (1685.)
- Hydrographia universalis (1690.)
- Scripture geography (1690.)
- A Description of the seventeen provinces and of the province of Haynault in particular (1691.)
- The sea-gunner shewing the practical part of gunnery as it is used at sea (1691.)
- Anglia contracta (1695.)
- The history of England (1696.)

## Poveznice
- Povijest kartografije